# Покора, Войцех
Войцех Покора (пол. Wojciech Pokora; 2 октября 1934 — 4 февраля 2018) — польский актёр театра, кино и телевидения.

## Биография
Войцех Покора родился 2 октября 1934 года в Варшаве. Окончил Техникум строительства двигателей во Вроцлаве. Актёрское образование получил в Государственной высшей театральной школе в Варшаве (теперь Театральная академия им. А. Зельверовича), которую окончил в 1958 году. Дебютировал в театре в 1958 и в кино в 1960. Был актёром нескольких варшавских театров. Пел (также и по-чешски) и играл роль директора театра в телевизионном кабаре.
Умер 4 февраля 2018 года в Варшаве.

## Избранная фильмография
- 1960 — Косоглазое счастье / Zezowate szczęście — военнопленный в лагере
- 1960 — Муж своей жены / Mąż swojej żony — Метек
- 1964 — Барбара и Ян / Barbara i Jan (телесериал) — поручник милиции
- 1965 — Один в городе / Sam pośród miasta — пьяный у бара
- 1966 — Брак по расчёту / Małżeństwo z rozsądku — инспектор
- 1967 — Где третий король? / Gdzie jest trzeci król — Зентара, реставратор картин
- 1967 — Париж-Варшава без визы / Paryż-Warszawa bez wizy — «королевский» навигатор
- 1967 — Это твой новый сын / To jest twój nowy syn — Войтек Кобуз, чемпион пинг-понга
- 1968 — Человек с ордером на квартиру / Człowiek z M-3 — милиционер
- 1968–1970 — Приключения пса Цивиля / Przygody psa Cywila (телесериал) — Зубек, поручник милиции
- 1969 — Новый / Nowy — Тадеуш Качмарский, служащий
- 1970 — Рейс / Rejs — участник рейса
- 1970 — Гидрозагадка / Hydrozagadka — товарищ Вальчака из работы
- 1970 — Операция «Брутус» / Akcja Brutus — «Паук», член отряда «Боруты»
- 1972 — Разыскиваемый, разыскиваемая / Poszukiwany, poszukiwana — Станислав Мария Рохович («Марыся»)
- 1974 — Нет розы без огня / Nie ma róży bez ognia — посетитель у администратора
- 1974–1977 — Сорокалетний / 40-latek (телесериал) — инженер Гайны, начальник Магды
- 1976 — Брюнет вечерней порой / Brunet wieczorową porą — Ковальский
- 1977 — Палас-отель / Palace Hotel — Владислав Ленка
- 1977 — Кукла / Lalka (телесериал) — Лисецкий, субъект в магазине Вокульскего
- 1978 — Что ты мне сделаешь, когда поймаешь / Co mi zrobisz jak mnie złapiesz — гонящий свиней
- 1980 — Карьера Никодима Дызмы / Kariera Nikodema Dyzmy (телесериал) — граф Жорж
- 1980 — Мишка / Miś — Влодарчик, офицер милиции и соавтор патриотических песен
- 1983 — Альтернативы 4 / Alternatywy 4 (телесериал) — доцент Зенобий Фурман
- 1985 — Дезертиры / C.K. Dezerterzy — Эрнст фон Ногай
- 1986 — Предупреждения / Zmiennicy (телесериал) — председатель Спортивного клуба «Звено»
- 1987 — Конец сезона мороженого / Koniec sezonu na lody — сержант Сильвестр Роговский
- 1998 — Золото дезертиров / Złoto dezerterów — Эрнст фон Ногай

## Награды
- 1978 — Золотой Крест Заслуги